# بارك يي يونغ
بارك يي يونغ (بالكورية: 박정화) هي ممثلة كورية جنوبية. ولدت يوم 22 أغسطس 1989 في سول في كوريا الجنوبية.

## روابط خارجية
- بارك يي يونغ على موقع IMDb (الإنجليزية)
- بارك يي يونغ على موقع روتن توميتوز (الإنجليزية)
- بارك يي يونغ على موقع قاعدة بيانات الفيلم (الإنجليزية)